# Jean-Henri de Spoelberch

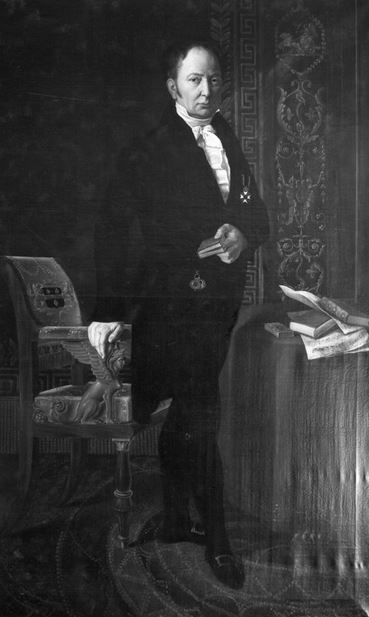

Jean Henri Joseph de Spoelberch (Leuven, 9 oktober 1766 - 28 februari 1838), telg uit de Brabantse familie Spoelberch, was een Zuid-Nederlands magistraat en componist.

## Levensloop
Burggraaf Jean-Henri de Spoelberch was een zoon van André de Spoelberch en diens tweede vrouw Marie de Bayol (1720-1794). Hij trouwde in 1801 met Thérèse de Troostembergh (1773-1820) en ze hadden een zoon, Maximiliaan de Spoelberch, die burgemeester van Lovenjoel werd. Hij was op zijn beurt de vader van de bibliofiel en bibliograaf Charles-Victor de Spoelberch, die de laatste was van deze familietak.
Jean-Henri promoveerde tot doctor in de rechten en werd onder het Franse keizerrijk voorzitter van de rechtbank van eerste aanleg in Leuven en vervolgens raadsheer aan het keizerlijk hof in Brussel. 
In 1816 werd hij samen met zijn neef, zijn halfbroer en zijn broer in de adelstand bevestigd onder het Verenigd koninkrijk der Nederlanden en verkreeg hij de erfelijke titel van burggraaf. Hij werd curator van de Rijksuniversiteit Leuven.
Hij was een groot muziekliefhebber en dirigeerde concerten in Leuven. Hij componeerde ook. Van hem zijn een plechtige mis en talrijke motetten met orkestbegeleiding bekend.